# N4BP2L1
N4BP2L1 (англ. NEDD4 binding protein 2 like 1) – білок, який кодується однойменним геном, розташованим у людей на 13-й хромосомі. Довжина поліпептидного ланцюга білка становить 243 амінокислот, а молекулярна маса — 28 981.
| 10         |  | 20         |  | 30         |  | 40         |  | 50         |
| ---------- |  | ---------- |  | ---------- |  | ---------- |  | ---------- |
| MEDSFLQSFG |  | RLSLQPQQQQ |  | QRQRPPRPPP |  | RGTPPRRHSF |  | RKHLYLLRGL |
| PGSGKTTLAR |  | QLQHDFPRAL |  | IFSTDDFFFR |  | EDGAYEFNPD |  | FLEEAHEWNQ |
| KRARKAMRNG |  | ISPIIIDNTN |  | LHAWEMKPYA |  | VMALENNYEV |  | IFREPDTRWK |
| FNVQELARRN |  | IHGVSREKIH |  | RMKERYEHDV |  | TFHSVLHAEK |  | PSRMNRNQDR |
| NNALPSNNAR |  | YWNSYTEFPN |  | RRAHGGFTNE |  | SSYHRRGGCH |  | HGY        |

A: Аланін

C: Цистеїн

D: Аспарагінова кислота

E: Глутамінова кислота

F: Фенілаланін

G: Гліцин

H: Гістидин

I: Ізолейцин

K: Лізин

L: Лейцин

M: Метіонін

N: Аспарагін

P: Пролін

Q: Глутамін

R: Аргінін

S: Серин

T: Треонін

V: Валін

W: Триптофан

Задіяний у такому біологічному процесі, як альтернативний сплайсинг. 